# حرية البانوراما

مخطط لوني يظهر مستوى حرية البانوراما في مختلف الدول الأوروبية.
مسموح، بما في ذلك الأعمال الفنية
مسموح للأبنية فقط
مسموح للاستخدامات غير التجارية فقط
غير مسموح
غير معروف

حرية البانوراما هو تعديل على قانون حماية الملكية الفكرية في عدد من الأنظمة القانونية للسماح بأخذ صور ومقاطع فيديو أو رسم لوحات للمباني أو التماثيل أو الأعمال الفنية الأخرى الموضوعة في الأماكن العامة دون أن يكون ذلك خرقا لحقوق الملكية الفكرية التي تكون مرتبطة بتلك الأعمال، والسماح بنشر تلك الصور والرسومات.
تساعد حرية البانوراما على منع صاحب حقوق الملكية الفكرية من إقامة دعاوى قضائية ضد من يقوم بالتقاط ونشر الصور لأعماله.

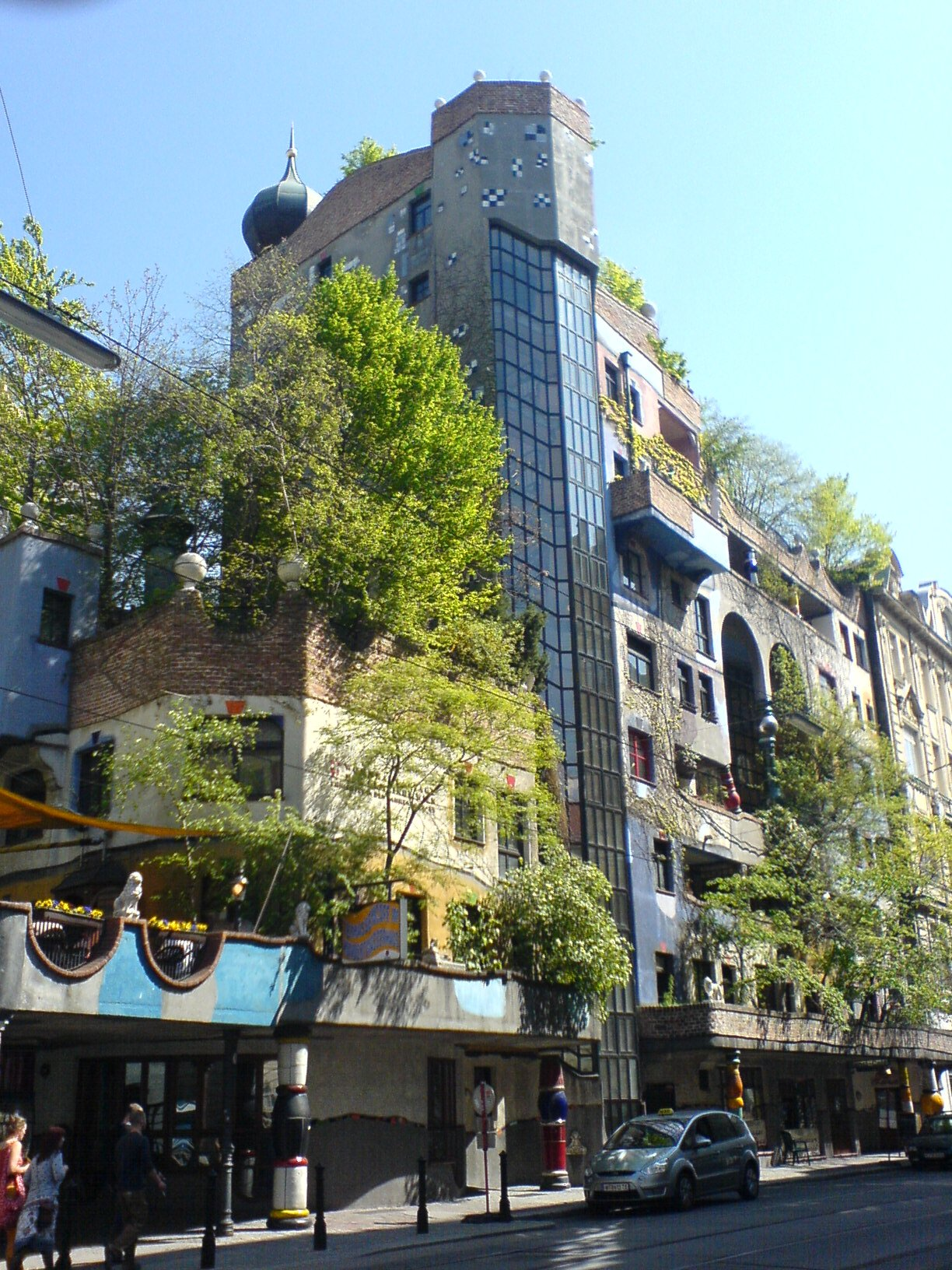
حقوق التصميم المعماري للفنان هوندرتفاسر محفوظة، ولكن تصويرها ليس محفوظا ويمكن للمصور نشر صوره طبقا لقانون حرية البانوراما.

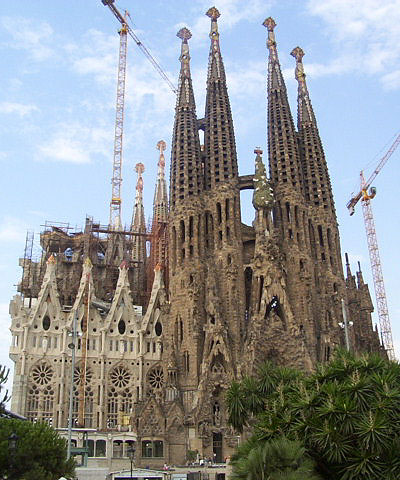
صورة لكنيسة سيغرادا فاميليا في برشلونة، أسبانيا. يستطيع كل شخص تصويرها ونشر صورته التي التقطها بنفسه.